# La estrella
The Star es una película dramática estadounidense de 1952 dirigida por Stuart Heisler y protagonizada por Bette Davis.
La trama cuenta la historia de una actriz envejecida y fracasada que está desesperada por reiniciar su carrera.
A pesar de que la película fue un fracaso comercial y de crítica, Bette Davis recibió una nominación en los Premios Oscar a la Mejor Actriz .

## Sinopsis
La estrella ganadora del Oscar Margaret "Maggie" Elliot (Bette Davis) es una actriz pobre que lucha por aceptar su nueva realidad sin riquezas. Ella lo niega y confía en que de alguna manera puede relanzar su carrera a su brillantez anterior. 
Después de sufrir otra gran decepción mientras luchaba en vano por conseguir un buen papel, se emborracha, es arrestada y pasa una noche en la cárcel. La rescata Jim Johannsen (Sterling Hayden), un ex actor más joven a quien había ayudado en el pasado. Jim, ahora cómodamente asentado como propietario de un astillero, admite que la ama desde esos días, y que la hija de Margaret, Gretchen (Natalie Wood), lo ayudó.
Jim intenta ayudar a Margaret a ver que sus días como actriz famosa ya han terminado. A regañadientes, intenta trabajar como vendedora en una tienda por departamentos de lujo, pero los chismes de dos clientes hiere su orgullo y sale corriendo. Su antiguo agente logra conseguirle una prueba de pantalla para un papel en una película que siempre quiso interpretar, pero el estudio la ve como una mujer desaliñada de mediana edad que no es capaz de tener éxito.

## Reparto
- Bette Davis como Margaret Elliot
- Sterling Hayden como Jim Johannsen
- Natalie Wood como Gretchen
- Warner Anderson como Harry Stone
- Minor Watson como Joe Morrison
- June Travis como Phyllis Stone
- Paul Frees como Richard Stanley
- Robert Warwick como R.J. actor de la fiesta
- Barbara Lawrence como ella misma
- Fay Baker como la hermana de Margaret
- Herb Vigran como Roy, cuñado de Margaret

## Premios y nominaciones
- 1953 - Premio Oscar a la Mejor Actriz para Bette Davis - Nominada